# Contest
Pour les articles homonymes, voir Contest (saint).
Contest est une commune française située dans le nord du département de la Mayenne en région Pays de la Loire, peuplée de 840 habitants (les Contestois).
La commune fait partie de la province historique du Maine, et se situe dans le Bas-Maine.

## Géographie
La commune est au centre du Bas-Maine. Son bourg est à 6 km au sud-ouest de Mayenne et à 12 km au nord de Martigné-sur-Mayenne.

### Communes limitrophes
| Saint-Georges-Buttavent         | Saint-Georges-Buttavent | Saint-Baudelle |
| Placé                           | Contest                 | Moulay         |
| Saint-Germain-d'Anxure, Alexain | Martigné-sur-Mayenne    | Commer         |

### Climat
Pour des articles plus généraux, voir Climat des Pays de la Loire et Climat de la Mayenne.
En 2010, le climat de la commune est de type climat océanique altéré, selon une étude du CNRS s'appuyant sur une série de données couvrant la période 1971-2000. En 2020, Météo-France publie une typologie des climats de la France métropolitaine dans laquelle la commune est exposée à un climat océanique et est dans la région climatique  Moyenne vallée de la Loire, caractérisée par une bonne insolation (1 850 h/an) et un été peu pluvieux. 
Pour la période 1971-2000, la température annuelle moyenne est de 11 °C, avec une amplitude thermique annuelle de 13,6 °C. Le cumul annuel moyen de précipitations est de 805 mm, avec 12,9 jours de précipitations en janvier et 7,3 jours en juillet. Pour la période 1991-2020, la température moyenne annuelle observée sur la station météorologique de Météo-France la plus proche, sur la commune de Mayenne à 6 km à vol d'oiseau, est de 11,7 °C et le cumul annuel moyen de précipitations est de 849,9 mm,. Pour l'avenir, les paramètres climatiques de la commune estimés pour 2050 selon différents scénarios d'émission de gaz à effet de serre sont consultables sur un site dédié publié par Météo-France en novembre 2022.

## Urbanisme

### Typologie
Au 1er janvier 2024, Contest est catégorisée commune rurale à habitat dispersé, selon la nouvelle grille communale de densité à sept niveaux définie par l'Insee en 2022.
Elle est située hors unité urbaine. Par ailleurs la commune fait partie de l'aire d'attraction de Mayenne, dont elle est une commune de la couronne,. Cette aire, qui regroupe 27 communes, est catégorisée dans les aires de moins de 50 000 habitants,.

### Occupation des sols
L'occupation des sols de la commune, telle qu'elle ressort de la base de données européenne d’occupation biophysique des sols Corine Land Cover (CLC), est marquée par l'importance des territoires agricoles (96,9 % en 2018), en diminution par rapport à 1990 (98,2 %). La répartition détaillée en 2018 est la suivante : 
terres arables (61 %), prairies (22,2 %), zones agricoles hétérogènes (13,7 %), forêts (1,8 %), zones urbanisées (1,3 %). L'évolution de l’occupation des sols de la commune et de ses infrastructures peut être observée sur les différentes représentations cartographiques du territoire : la carte de Cassini (XVIIIe siècle), la carte d'état-major (1820-1866) et les cartes ou photos aériennes de l'IGN pour la période actuelle (1950 à aujourd'hui).

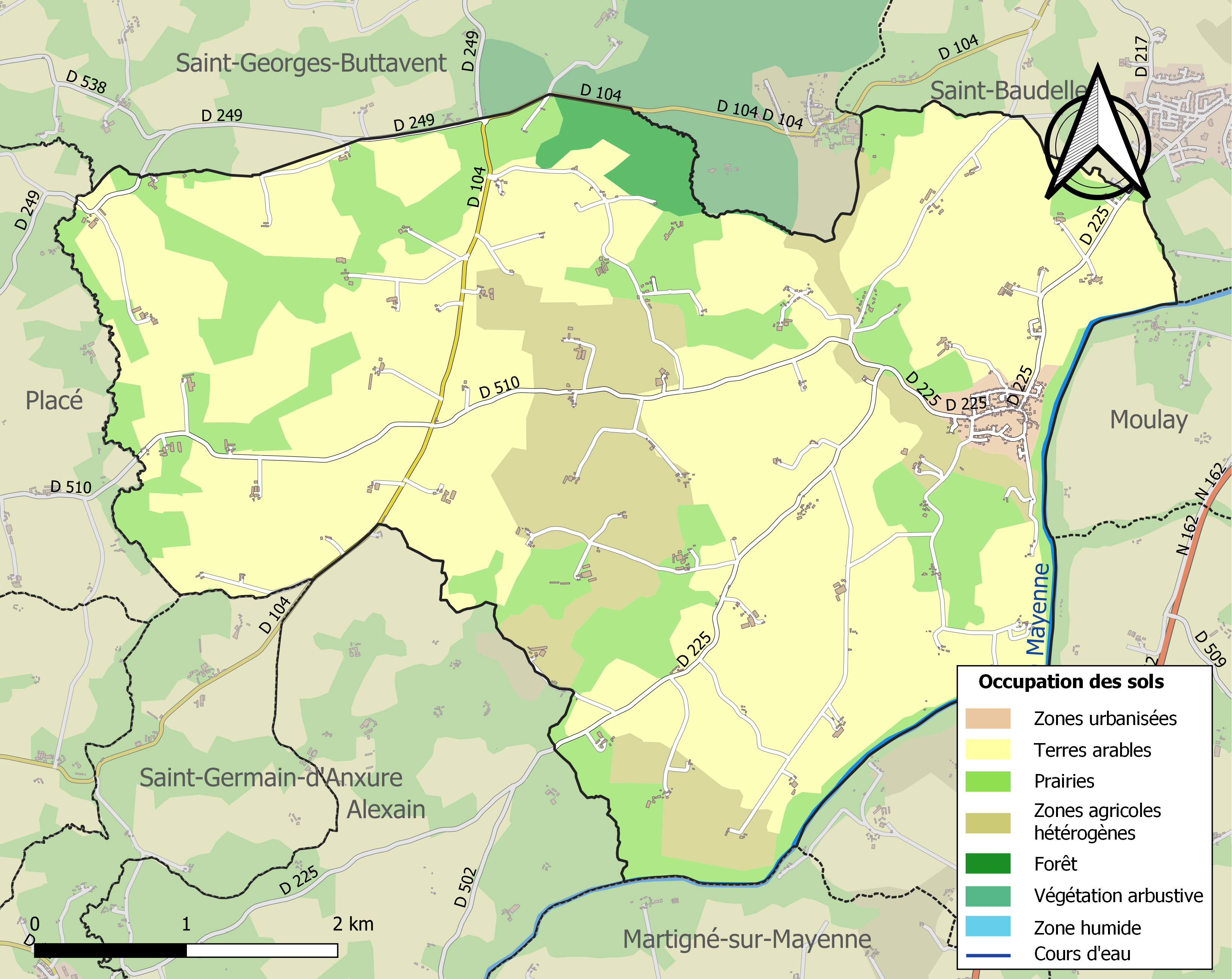
Carte des infrastructures et de l'occupation des sols de la commune en 2018 (CLC).

## Toponymie
Le nom de la localité est attesté sous la forme Constet en 1207. Le toponyme honore l'évêque de Bayeux du VIe siècle, Contextus.

## Politique et administration
Le conseil municipal est composé de quinze membres dont le maire et quatre adjoints.

## Population et société

### Démographie
L'évolution du nombre d'habitants est connue à travers les recensements de la population effectués dans la commune depuis 1793. Pour les communes de moins de 10 000 habitants, une enquête de recensement portant sur toute la population est réalisée tous les cinq ans, les populations de référence des années intermédiaires étant quant à elles estimées par interpolation ou extrapolation. Pour la commune, le premier recensement exhaustif entrant dans le cadre du nouveau dispositif a été réalisé en 2005.
En 2022, la commune comptait 840 habitants, en évolution de −1,29 % par rapport à 2016 (Mayenne : −0,73 %, France hors Mayotte : +2,11 %).
Au premier recensement républicain, en 1793, Contest comptait 1 436 habitants, population jamais atteinte depuis.
| 1793  | 1800  | 1806  | 1821  | 1831  | 1836  | 1841  | 1846  | 1851  |
| ----- | ----- | ----- | ----- | ----- | ----- | ----- | ----- | ----- |
| 1 436 | 1 163 | 1 126 | 1 213 | 1 368 | 1 340 | 1 242 | 1 255 | 1 230 |

| 1856  | 1861  | 1866  | 1872  | 1876  | 1881  | 1886  | 1891 | 1896 |
| ----- | ----- | ----- | ----- | ----- | ----- | ----- | ---- | ---- |
| 1 253 | 1 320 | 1 200 | 1 090 | 1 093 | 1 099 | 1 017 | 982  | 966  |

| 1901 | 1906 | 1911 | 1921 | 1926 | 1931 | 1936 | 1946 | 1954 |
| ---- | ---- | ---- | ---- | ---- | ---- | ---- | ---- | ---- |
| 921  | 962  | 917  | 764  | 733  | 723  | 715  | 719  | 679  |

| 1962 | 1968 | 1975 | 1982 | 1990 | 1999 | 2005 | 2006 | 2010 |
| ---- | ---- | ---- | ---- | ---- | ---- | ---- | ---- | ---- |
| 614  | 620  | 629  | 716  | 695  | 765  | 877  | 884  | 913  |

| 2015 | 2020 | 2022 | - | - | - | - | - | - |
| ---- | ---- | ---- | - | - | - | - | - | - |
| 858  | 843  | 840  | - | - | - | - | - | - |

## Activité et manifestations

### Sports
L'Association sportive Contest-Saint-Baudelle fait évoluer quatre équipes de football en divisions de district.

### Jumelages
- Hollenbach (Allemagne) depuis 1995.

## Culture locale et patrimoine

### Lieux et monuments

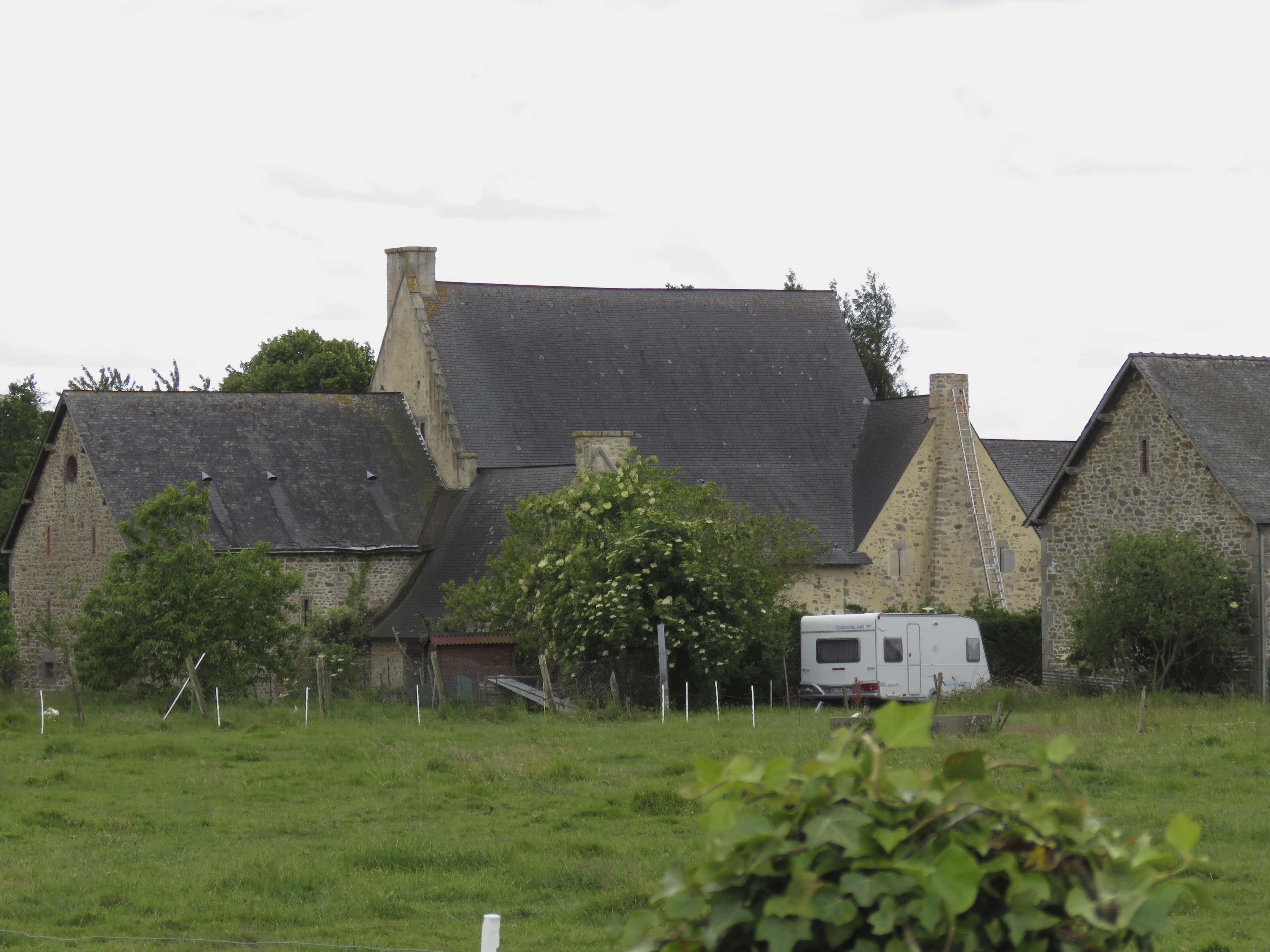
Le logis du Grand Poillé.

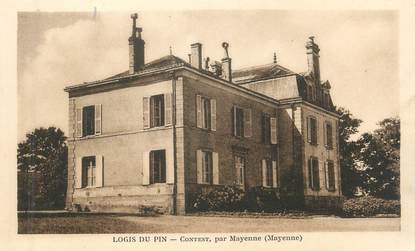
Le logis du Pin.

- Site du Grand Poillé, classé monument historique[26], ancien logis seigneurial et auditoire de justice.
- Le logis du Pin, maison de maître.
- Église Saint-Martin, abritant un ensemble autel-retable-tabernacle orné de cinq statues, classé à titre d'objet[27]. Une dalle funéraire du XIVe siècle et un bas-relief du XVIIe sont également classés.
- Chapelle Notre-Dame-du-Bois. La Résurrection de Lazare (relief du XVIIe siècle) est classée[28].
- Château du Breil

### Personnalités liées à la commune
- Jacques Félix Jan de La Hamelinaye (1769-1861), général, se retira à Contest à sa retraite.
- Bertrand Denis (1902 - 1986 à Contest), député.
- Louis Rouland (1907-1940), aviateur français né à Contest.
- Jean Yanne (1933-2003), acteur, humoriste, réalisateur. Né Roger-Jean Gouyé, issu d'une famille de sabotiers qui au XVIIIe siècle vivait en forêt de Mayenne. Son aïeul René-Jean Gouillet était né à Contest le 13 mars 1789 et décède à Fougères le 11 octobre 1855.

### Héraldique
| Blason de Contest | Blason  | De gueules à la quintefeuille cousue de sinople; au chef cousu de sinople chargé de la lettre cursive C d'argent, allongée en fasce ondée. |
| Blason de Contest | Détails | Le statut officiel du blason reste à déterminer.                                                                                           |